# Savezna skupština Švicarske
Savezna skupština Švicarske (njemački: Bundesversammlung, francuski: Assemblée fédérale, talijanski: Assemblea federale, retroromanski: Assamblea federala) dvodomni je parlament Švicarske Konfederacije, zastupničko tijelo švicarskih kantona i građana.
Kako bi zakon bio donesen, mora biti izglasan u oba doma Skupštine. Savezna skupština uz ustavno pravo građana na referendumsku inicijativu nositelj je zakonodavne vlasti.

## Povijest
Prije uspostavljanja moderne savezne države 1848. godine, jedino središnje tijelo Švicarske bio je Savezni sabor (njemački: Tagsatzung, francuski: Diète fédérale). Nakon Sonderbundskog rata 1847. godine, Savezni sabor dobio je odgovornost za sastavljanje švicarskog ustava.
Tijekom formiranja zakonodavne vlasti došlo je do sukoba oko načina predstavljanja pojedinačnih kantona. Liberalni radikali, uglavnom na vlasti u velikim kantonima, tražili su da svaki kanton bude predstavljen razmjerno broju stanovnika, dok su se manji kantoni pribojavali da bi to moglo minimizirati njihov utjecaj na odlučivanje. Kompromis je postignut stvaranjem dvodomnog parlamenta jednake moći, jedan da zastupa narod, drugi da zastupa kantone. 
Nakon donošenja nacrta prvog Ustava u lipnju 1848., i nakon izglasavanja Ustava u rujnu iste godine, Savezni sabor je raspušten 22. rujna 1848. godine. Proglašenjem Ustava 1848. godine, Savezna skupština postala je vrhovni autoritet. Vlast u prvoj skupštini nadmoćno su odnijeli liberalni radikali. 16. studenog 1848, Skupština je izabrala prvo Savezno vijeće.
Ustroj Skupštine malo se mijenjao tijekom vremena. Od prvotnih 111 zastupnika Nacionalnog vijeća broj je rastao do 1962. godine kada je fiksiran na 200. Godine 1931. dužina mandata produljena je s tri na četiri godine. Većinski izborni sustav zamjenjen je razmjernim 1918. godine. Broj zastupnika u Državnom vijeću nije se mijenjao do 1979. godine kada su dodana dva predstavnika za novoproglašeni kanton Jura.

## Ustroj i sastav
Skupština je sačinjena je od dva doma jednake važnosti: 
- Vijeće država od 46 zastupnika gdje 20 kantona ima po 2 predstavnika, a 6 polukantona po 1 predstavnika.
- Nacionalno vijeće gdje je 200 zastupnika raspoređeno po kantonima razmjerno broju stanovnika.

Predsjednik Nacionalnog vijeća ujedno je i predsjednik Savezne skupštine, zbog čega se ponekad naziva i prvim građaninom.

### Plenarno zasjedanje
U pojedinim prilikama dva doma zasjedaju zajedno. Plenarno zasjedanje se događa u sljedećim slučajevima: 
- izbor članova Saveznog vijeća, izbor Saveznog kancelara, saveznih sudaca, ili u slučaju velike nacionalne opasnosti za izbor Generala
- posredovanje između federalnih ustanova u slučaju sukoba
- proglašenje pomilovanja
- potvrđivanje Saveznog povjerenika za zaštitu podataka i informiranje.